# Xanthia monilifera
Xanthia monilifera är en fjärilsart som beskrevs av Culot. Xanthia monilifera ingår i släktet Xanthia och familjen nattflyn. Inga underarter finns listade i Catalogue of Life.